# Église Saint-Jean-Baptiste de Boutervilliers
L'église Saint-Jean-baptiste de Boutervilliers est une église paroissiale catholique, dédiée à saint Jean-Baptiste, située dans la commune française de Boutervilliers, dans le département de l'Essonne en région Île-de-France.

## Historique
L'édifice est difficile à dater, il était peut-être l'ancienne chapelle castrale du château disparu.

## Pour approfondir